# Fermentacja spontaniczna
Fermentacja spontaniczna – w browarnictwie rodzaj fermentacji polegający na tym, że brzeczka piwna nie jest zaszczepiana drożdżami, lecz pozostawia się ją gorącą w otwartych beczkach, kadziach lub tacach, pozostawiając okna i dachy otwarte, by drożdże wraz z powietrzem przedostały się do kadzi z brzeczką. Ta metoda fermentacji stosowana jest jedynie w Belgii, na obszarze wokół Brukseli, w dolinie rzeki Senny. Występujące w naturze drożdże i inne mikroorganizmy osadzają się na odsłoniętej powierzchni brzeczki, która po ochłodzeniu zaczyna samoczynnie fermentować. Najczęściej trwa to od kilku miesięcy do roku. Produkowane w ten sposób piwa należą do belgijskiej rodziny piw typu lambic.